# Estadi de Gerland
L'Estadi de Gerland o Estadi Gerland (stade de Gerland o stade Gerland en francés) és un estadi de futbol situat a la ciutat de Lió, a França. L'estadi fou la seu durant molts anys del club Olympique Lyonnais. Quan aquest club es traslladà al nou Parc Olympique lyonnais, l'estadi de Gerland fou ocupat pel club de rugbi Lyon Olympique Universitaire.

## Història

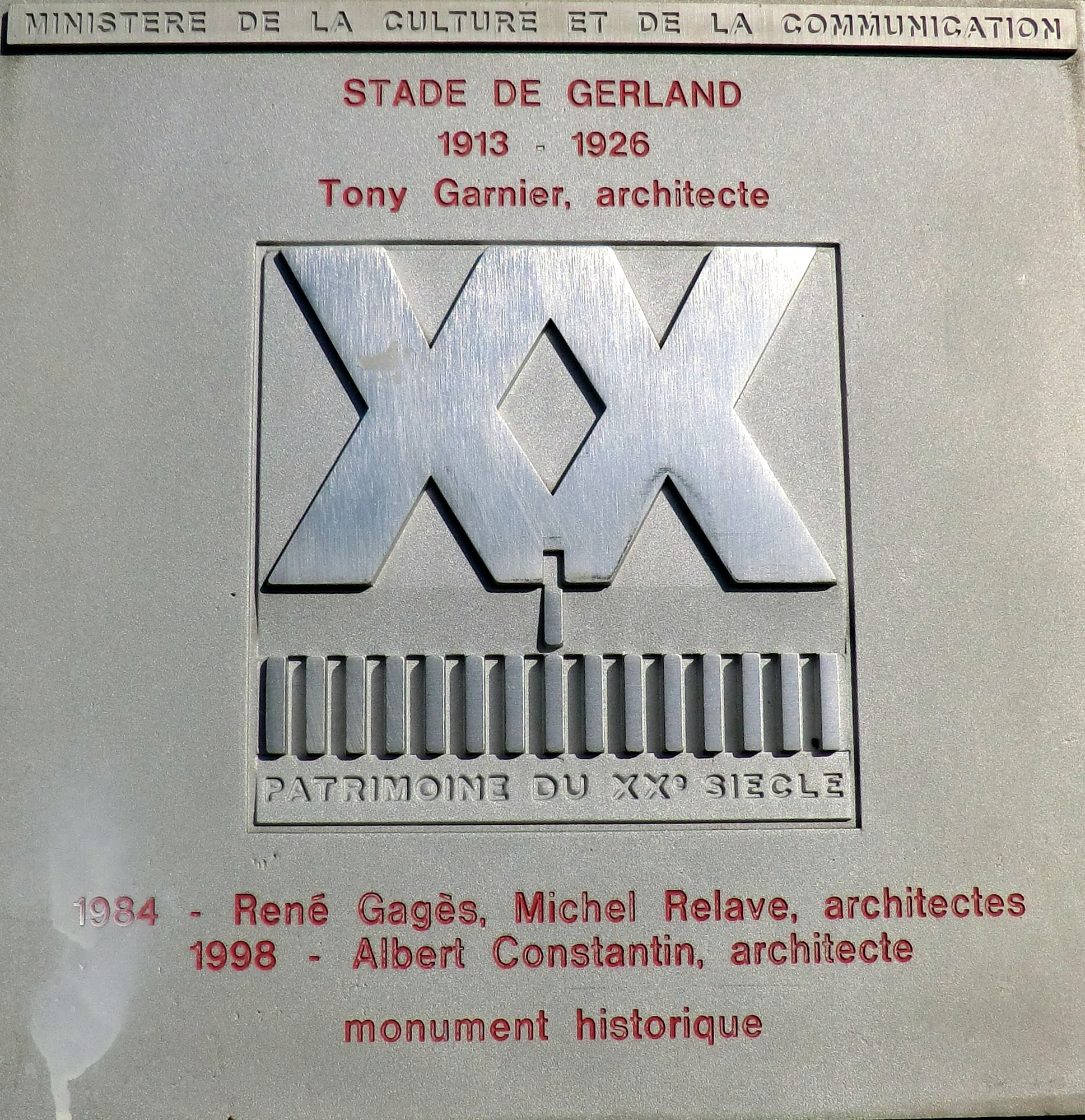
Placa que indica la classificació com a Patrimoni del Segle XX i dels arquitectes de l'estadi.

L'estadi, dissenyat per Tony Garnier, es va començar a construir l'any 1913, però es va haver d'aturar a causa de l'inici de la Primera Guerra Mundial. Es van reprendre les obres l'any 1919, amb l'ajut de diversos presoners de guerra alemanys. Per a 1920 l'estadi ja estava en funcionament. La inauguració oficial fou l'any 1926.
Originalment l'estadi no tenia àrees per a seients i ha tingut diverses remodelacions amb el transcurs del temps. La pista de ciclisme que originalment envoltava el camp de futbol, va haver de ser eliminada el 1960 per a poder ampliar el nombre de seients a 50.000. Per la Copa del Món de Futbol de 1998, la FIFA va decidir que tots els estadis haurien de ser capaços d'albergar a tots els seus espectadors asseguts. Per a poder complir amb els manaments de la FIFA, l'estadi va haver de ser novament remodelat. La pista d'atletisme, que havia quedat després de la pista de ciclisme, va haver de ser eliminada, es van remodelar per complet les tribunes nord i sud, per a finalment, albergar 42.000 espectadors.
El 1950 l'estadi va passar a ser la casa de l'Olympique Lyonnais. El 1967 l'estadi va ser classificat com monument històric, sobretot els seus arcs d'entrada. El rècord d'assistència en lliga va ser de 48.552 el 1982, en el clàssic regional entre l'Olympique Lyonnais i el Saint-Étienne.
Durant la semifinal de la Copa Confederacions 2003 jugat en aquest estadi, en el partit Camerun 1 - Colòmbia 0, el centrecampista camerunès Marc-Vivien Foé va tenir una parada cardíaca a mitjan joc, morint hores després a un hospital de Lió. La dada curiosa d'aquest tràgic fet va ser que el jugador 2 anys enrere formava part de l'Olympique Lyonnais.